# Петрушино (Смоленская область)
Петрушино — деревня в Вяземском районе Смоленской области России. Входит в состав Степаниковского сельского поселения. Население — 3 жителя (2007 год). 
Расположена в восточной части области в 9 км к востоку от Вязьмы, в 7 км южнее автодороги М1 «Беларусь». В 7 км южнее деревни расположена железнодорожная станция Пыжевка на линии Вязьма — Калуга. 

## История
В годы Великой Отечественной войны деревня была оккупирована гитлеровскими войсками в октябре 1941 года, освобождена в марте 1943 года.

## Известные уроженцы, жители
Вале́рий Ива́нович Картавенков (9 января 1930, д. Петрушино, Вяземский район, Западная область, СССР — 1992, Ишим, Тюменская область, Россия) — вырубщик Ишимской обувной фабрики Министерства лёгкой промышленности РСФСР, Герой Социалистического Труда (1971).